# 塚尾桜雅
塚尾 桜雅（つかお おうが、2015年4月8日 - ）は、日本の子役。テアトルアカデミー所属。
身長123cm。
妹の塚尾杏樹と塚尾椿樹もテアトルアカデミー所属の子役として活動している。

## 出演作品

### テレビドラマ
- 実録ドラマ / 3つの取調室〜埼玉愛犬家連続殺人事件〜（2020年、フジテレビ） - 関根和春
- 連続テレビ小説 / エール 第117、118話（2020年、NHK） - 霧島裕太（幼少期）
- 連続ドラマW / コールドケース3 〜真実の扉〜（2020年、WOWOW）
- 大河ドラマ / 青天を衝け 第39、40話（2021年、NHK） - 渋沢敬三
- シンドラ / サムライカアサン 第1話（2021年、日本テレビ） - 泣く子供
- 特集ドラマ「二十四の瞳」（2022年、NHK BSプレミアム） - 岡田磯吉（幼少期）
- 暴太郎戦隊ドンブラザーズ ドン9話（2022年、テレビ朝日） - 井沢太一
- 土曜ドラマ / 17才の帝国 第4話（2022年、NHK）
- 夜ドラ / カナカナ 第13話（2022年、NHK） - 日暮正直（幼少期）
- 月曜プレミア8 / 横山秀夫サスペンス 第4作「ペルソナの微笑」（2023年、テレビ東京） - 阿部勇樹（幼少期）
- 土曜ナイトドラマ / 6秒間の軌跡〜花火師・望月星太郎の憂鬱 第5、7話（2023年、テレビ朝日） - 少年
- オシドラサタデー / 帰ってきたぞよ! コタローは1人暮らし（2023年、テレビ朝日） - ソウタ
- いつか、ヒーロー（2025年4月6日 - 6月1日、朝日放送テレビ・テレビ朝日） - 野々村光（10歳時） 役[3]

### テレビ番組
- 行列のできる法律相談所（日本テレビ）
- おかあさんといっしょ 「親子歌遊びコーナー」（NHK Eテレ）
- パニパニパイナ! 第32回（スカパー!）
- バリューの真実 「それゆけ! 新内先生」（2023年、NHK Eテレ）

### 映画
- ラーゲリより愛を込めて（2022年、東宝） - 山本厚生（幼少期）
- ほかげ（2023年、新日本映画社）
- ゴールデンカムイ（2024年、東宝） - 剣持寅太郎
- 男神（2025年公開予定、平成プロジェクト）[4]

### 配信ドラマ
- ゼロの音（Hulu） - 三角仁
- 忍者戦隊カクレンジャー 第三部・中年奮闘編（2024年8月4日、東映特撮ファンクラブ） - 幼い吾郎 役

### CM
- 小学館 「めばえ」（2020年1月号）
- そごう大宮店 「2021春夏こども服」（2021年） - カタログ・サイネージモデル
- ブリリアシティ西早稲田PJ
- SUUMO
- Xlimit - キッズスポーツウェアモデル
- 日清食品 「どん兵衛」

### WEB
- かわいいちゃんねる（AbemaTV）
- エミリンチャンネル（YouTube） - オウガ

### 雑誌
- 世界文化社 「PriPri」、「PriPriパレッ」」

## 受賞
- 第97回キネマ旬報ベスト・テン 新人男優賞（『ほかげ 』）[5]